# Campionati europei di corsa in montagna 2005
I XI Campionati europei di corsa in montagna si sono disputati a Heligenblut, in Austria, il 10 luglio 2005 con il nome di European Mountain Running Trophy 2005. Il titolo maschile è stato vinto da Florian Heinzle, quello femminile da Andrea Mayr.

## Uomini Seniores
Individuale
| Pos.    | Atleta           | Nazione     | Tempo    |
| ------- | ---------------- | ----------- | -------- |
| Oro     | Florian Heinzle  | Austria     | 1h11'36" |
| Argento | Helmut Schiessl  | Germania    | 1h12'16" |
| Bronzo  | Marco De Gasperi | Italia      | 1h12'35" |
| 4       | Raymond Fontaine | Francia     | 1h13'08" |
| 5       | Robert Krupicka  | Rep. Ceca   | 1h13'10" |
| 6       | Martin Bajcicak  | Slovacchia  | 1h13'38" |
| 7       | Marco Gaiardo    | Italia      | 1h13'41" |
| 8       | Martin Cox       | Inghilterra | 1h14'06" |
| 9       | Steve Vernon     | Inghilterra | 1h14'07" |
| 10      | Gabriele Abate   | Italia      | 1h14'22" |

Squadre
| Pos.    | Squadra     | Punti |
| ------- | ----------- | ----- |
| Oro     | Italia      | 20    |
| Argento | Inghilterra | 31    |
| Bronzo  | Francia     | 36    |

## Donne Seniores
Individuale
| Pos.    | Atleta                | Nazione     | Tempo    |
| ------- | --------------------- | ----------- | -------- |
| Oro     | Andrea Mayr           | Austria     | 1h07'42" |
| Argento | Anna Pichrtova        | Rep. Ceca   | 1h09'38" |
| Bronzo  | Angeline Joly         | Svizzera    | 1h10'44" |
| 4       | Svetlana Demidenko    | Russia      | 1h11'03" |
| 5       | Vittoria Salvini      | Italia      | 1h11'34" |
| 6       | Nathalie Etzensberger | Svizzera    | 1h13'25" |
| 7       | Mary Wilkinson        | Inghilterra | 1h13'35" |
| 8       | Victoria Wilkinson    | Inghilterra | 1h13'44" |
| 9       | Antonella Confortola  | Italia      | 1h13'48" |
| 10      | Isabelle Guillot      | Francia     | 1h13'57" |

Squadre
| Pos.    | Squadra     | Punti |
| ------- | ----------- | ----- |
| Oro     | Inghilterra | 34    |
| Argento | Italia      | 34    |
| Bronzo  | Rep. Ceca   | 41    |

## Medagliere
| Posizione | Paese       | Oro | Argento | Bronzo | Totale |
| --------- | ----------- | --- | ------- | ------ | ------ |
| 1         | Austria     | 2   | 0       | 0      | 2      |
| 2         | Italia      | 1   | 1       | 1      | 3      |
| 3         | Inghilterra | 1   | 1       | 0      | 2      |
| 4         | Germania    | 0   | 1       | 0      | 1      |
| 4         | Rep. Ceca   | 0   | 1       | 0      | 1      |
| 6         | Svizzera    | 0   | 0       | 2      | 2      |
| 7         | Francia     | 0   | 0       | 1      | 1      |